# Giuseppe Breveglieri
Giuseppe Breveglieri, detto Beppe (13 maggio 1935 – Roma, 25 marzo 2004), è stato un giornalista italiano.

## Biografia
Iniziò a lavorare agli inizi degli anni '60, assieme a Luciano Rispoli, per le "radiosquadre" della Rai che facevano trasmissioni promozionali a carattere locale per gli abbonamenti, collegati all'allora Settore Propaganda e Sviluppo, viene ricordato ancora la direzione di una trasmissione radiofonica tenuta a Lucera (FG) nel mese di maggio del 1961 cui parteciparono tutte e scolaresche della città. . Tra le tappe si ha memoria della data del 9 febbraio 1961 quando era con la troupe a Mattinata.
Vinto il concorso nazionale per radiotelecronisti (1968), fu assegnato nella redazione sportiva assieme a Giorgio Martino, Ennio Vitanza, Claudio Ferretti. Più tardi cambiò redazione.
Entrò infatti nella redazione del Giornale Radio Rai lavorando al programma Filo diretto; nel dicembre 1972, assieme a Italo Gagliano e Enrico Ameri, raccontò il momento dell'ultimo allunaggio per il programma spaziale americano Apollo. Nel 1976 firmò, fra l'altro, il servizio per la rubrica televisiva Report del Tg1, a cura di Annibale Basile, dal titolo Il lago Mediterraneo: si trattava dell'inchiesta sugli scali marittimi italiani a confronto con il canale di Suez, nel Mar Rosso, che dal 1967 al 1975 movimentò 15 milioni di tonnellate di merci, rispetto agli esigui 4 milioni di tonnellate partiti o giunti in Italia nello stesso periodo.
La collaborazione a Tg l'una, quasi un rotocalco per la domenica risale almeno al 1983, realizzando per il numero del 5 giugno un servizio sull'importante regata America's Cup, prima di passare alla conduzione nella stagione 1984/1985.
Nel 1985 presenta e cura il programma di Rai 1 Viaggio attraverso il sistema solare in 10 puntate, in onda dal 19 giugno.
Nel 1994 curò Albedo la rubrica fissa settimanale di divulgazione scientifica e medica, trasmessa dal 10 febbraio, per due stagioni su Rai 1, dapprima alle 14, successivamente alle ore 17.40, fino al 17 giugno 1995. Contemporaneamente viene nominato alla direzione del tg tematico per scienza e tecnologia.
Oltre ad essere stato inviato speciale del TG1 curando molti servizi sulla partenza degli space shuttle in collaborazione con la NASS, è stato molti anni  redattore capo RAI del TG1, ed in ultimo vice Direttore del TG1. Lasciata la RAI negli anni della pensione, viene incaricato dalla UNIVERSITÀ LUISS GUIDO CARLI in qualità di Docente della Scuola di Specializzazione di  Giornalismo e Comunicazione d'Impresa.
Muore nella sua casa romana, per un malore improvviso, all’età di 68 anni.

## Curiosità
Breveglieri è ricordato per aver firmato il lungo servizio speciale (1979) di Tam Tam del Tg1, rubrica televisiva di attualità, dal titolo "Heidi, Goldrake, Harlock and Co.": si trattò dell'inchiesta sul mondo commerciale dei cartoni animati e film d'animazione giapponesi, tanto amati dal pubblico italiano – all'epoca non ancora conosciuti col termine "anime" – recandosi a Tokyo, confrontando i centri di produzione della Toei Animation e della Nippon Animation, presentando in anteprima Mazinga (creato precedentemente a Goldrake, noto cartone animato, in onda dal 1978 nei canali Rai) e Anna dai capelli rossi, non ancora trasmessi in Italia.

## Scritti (lista parziale)
- Fromm e il nucleare: le ambiguità della tecnologia,  in: P. L. Eletti (a cura di), Incontro con Erich Fromm. Atti del SimposioInternazionale su Erich Fromm: "Dalla necrofilia alla biofilia: linee per una psicoanalisiumanistica" (Firenze 1986), Firenze, Edizioni Medicea, 1988, pp. 329–337 (on-line PDF).

## Premi
- "Festival di Scopello - Premio Cultura e TV", 8ª edizione, a Giuseppe Breveglieri, redazione scientifica del TG1 (1997)